# Blackmore, Hook End and Wyatts Green
Blackmore, Hook End and Wyatts Green is een civil parish in het bestuurlijke gebied Brentwood, in het Engelse graafschap Essex. In 2001 telde het dorp 3082 inwoners.